# Giulia Nasuti
Giulia Nasuti (Reggio Emilia, 11 maggio 1985) è una calciatrice italiana, di ruolo centrocampista, all'estate 2017 svincolata.

## Carriera

### Club
Giulia Nasuti si appassiona al calcio fin da giovanissima, passione che non le preclude i risultati anche in campo scolastico, tesserandosi con il Pieve, società per la quale gioca nelle sue formazioni giovanili miste, mettendosi in luce già prima dei 10 anni per le sue qualità atletiche, per la corsa e la potenza, e tecniche, calciando le punizioni a effetto, e rimanendovi fino ai 13 anni, età limite prevista dai regolamenti federali per giocare con i maschietti.
Pur trovando apprezzamenti anche dagli osservatori del calcio maschile, ad esempio con un collaboratore del Parma che chiedendo chi fosse rimase meravigliato quando il tecnico Milena Bertolini gli assicurò fosse donna, trova nella Reggiana l'opportunità di continuare l'attività agonistica in una squadra interamente femminile. Inserita inizialmente ancora nelle formazioni giovanili, grazie alle sue qualità conquista ben presto un posto da titolare in prima squadra.
Al termine della stagione 2005-2006, dove in campionato la Reggiana ottiene la salvezza classificandosi al 10º posto, Nasuti si accinge a disputare il suo primo campionato all'estero, contattata dal club canadese London Gryphons con sede a London, nell'Ontario, per giocare in United Soccer Leagues W-League, primo livello del campionato professionistico canadese e statunitense, la stagione 2006.
Con le granata riesce a cogliere il suo primo trofeo nazionale, la Coppa Italia, alla fine della stagione 2009-2010. L'avventura reggiana termina alla fine del campionato di Serie A 2010-2011 quando, nell'estate 2011, la società rinuncia ad iscriversi alla massima serie per ripartire dalla Serie C.
Nasuti viene quindi contattata dal Mozzanica che le offre l'opportunità di rimanere in Serie A. L'occasione viene colta dalla giocatrice che firmerà per due stagioni consecutive con la società della provincia di Bergamo. Con le biancazzurre rimarrà fino al termine della stagione 2012-2013 collezionando un quinto ed un settimo posto nella massima serie, su 56 partite complessive giocate e 4 gol all'attivo.
Nel febbraio 2013 l'AC Seattle Pure Health America, club iscritto alla Women's Premier Soccer League (WPSL), secondo livello del campionato statunitense femminile di calcio, annuncia di aver trovato con Nasuti un accordo per giocare per la sessione estiva in prestito dalla società lombarda. L'intenzione della società di cederla in prestito al termine della stagione però sfuma per la rinuncia della giocatrice.
Durante il calciomarcato estivo 2013 decide di accordarsi con il Brescia che opera una campagna acquisti con l'intento di raggiungere il vertice della classifica di Serie A. Le speranze della società bresciana si concretizzano nella conquista del loro primo scudetto (2013-2014) consentendo a Nasuti di raggiungere un altro importante traguardo in carriera. Veste la maglia delle "leonesse" ancora la stagione 2014-2015 congedandosi a fine campionato con un tabellino di 54 presenze complessive e 2 reti segnate.

## Statistiche

### Cronologia presenze e reti in nazionale
| Cronologia completa delle presenze e delle reti in nazionale ― Italia | Cronologia completa delle presenze e delle reti in nazionale ― Italia | Cronologia completa delle presenze e delle reti in nazionale ― Italia | Cronologia completa delle presenze e delle reti in nazionale ― Italia | Cronologia completa delle presenze e delle reti in nazionale ― Italia | Cronologia completa delle presenze e delle reti in nazionale ― Italia | Cronologia completa delle presenze e delle reti in nazionale ― Italia | Cronologia completa delle presenze e delle reti in nazionale ― Italia |
| Data                                                                  | Città                                                                 | In casa                                                               | Risultato                                                             | Ospiti                                                                | Competizione                                                          | Reti                                                                  | Note                                                                  |
| --------------------------------------------------------------------- | --------------------------------------------------------------------- | --------------------------------------------------------------------- | --------------------------------------------------------------------- | --------------------------------------------------------------------- | --------------------------------------------------------------------- | --------------------------------------------------------------------- | --------------------------------------------------------------------- |
| 13-2-2014                                                             | Novara                                                                | Italia                                                                | 6 – 1                                                                 | Rep. Ceca                                                             | Qual. Mondiali 2015                                                   | -                                                                     | 59’                                                                   |
| 5-3-2014                                                              | Larnaca                                                               | Inghilterra                                                           | 2 – 0                                                                 | Italia                                                                | Cyprus Cup 2014                                                       | -                                                                     | 87’                                                                   |
| 10-3-2014                                                             | Larnaca                                                               | Italia                                                                | 1 – 1                                                                 | Finlandia                                                             | Cyprus Cup 2014                                                       | -                                                                     | 62’                                                                   |
| 12-3-2014                                                             | Paralimni                                                             | Australia                                                             | 5 – 2                                                                 | Italia                                                                | Cyprus Cup 2014 - Finale 7º posto                                     | -                                                                     | 40’                                                                   |
| Totale                                                                |                                                                       | Presenze                                                              | 4                                                                     |                                                                       | Reti                                                                  | 0                                                                     |                                                                       |

## Palmarès

### Club
- Campionato italiano: 1

Brescia: 2013-2014
- Coppa Italia: 2

Reggiana: 2009-2010
Brescia: 2014-2015
- Supercoppa italiana: 1

Brescia: 2014